# Station Hiddenhausen-Schweicheln
Station Hiddenhausen-Schweicheln (Haltepunkt Hiddenhausen-Schweicheln) is een spoorwegstation in de Duitse plaats Schweicheln-Bermbeck, in de deelstaat Noordrijn-Westfalen. Het station ligt aan de spoorlijn Herford - Kirchlengern en is geopend op 15 december 2002.

## Indeling
Het station beschikt over één zijperron, dat niet is overkapt, maar voorzien van abri's. Het perron is te bereiken vanaf de straat Bahnhofstraße. Hier bevinden zich ook een parkeerterrein, een fietsenstalling en een busstation.

## Verbindingen
De volgende treinseries doen het station Hiddenhausen-Schweicheln aan:
| Serie       | Treinsoort                      | Route                                                                                     | Bijzonderheden                           |
| ----------- | ------------------------------- | ----------------------------------------------------------------------------------------- | ---------------------------------------- |
| 20350 RB 61 | Stoptrein/Regionalbahn (Keolis) | Hengelo – Bad Bentheim – Rheine – Osnabrück Hbf – Bünde(Westf) – Bielefeld Hbf            | Wiehengebirgsbahn                        |
| RB 71       | Regionalbahn (eurobahn)         | Bielefeld Hbf – Herford – Hiddenhausen-Schweicheln – Bünde (Westf) – Rahden (Kr Lübbecke) | Ravensberger Bahn zondag 1x per twee uur |